# Акозек (городская администрация Капшагай)
Акозе́к (каз. Ақөзек) — село в Алматинской области Казахстана. Находится в подчинении городской администрации Капшагая. Входит в состав Шенгельдинского сельского округа. Расположено севернее Капчагайского водохранилища. Код КАТО — 191637200.

## Население
В 1999 году население села составляло 540 человек (292 мужчины и 248 женщин). По данным переписи 2009 года в селе проживало 536 человек (268 мужчин и 268 женщин).